# エア・ウォーター防災
エア・ウォーター防災株式会社（英: AIR WATER SAFETY SERVICE INC.）は、兵庫県神戸市西区に本社を置く設備・機器メーカーである。
エア・ウォーターの子会社であり、医療カンパニーに属する。

## 歴史
1907年（明治40年）にドレーガー社  (Dräger (company)) の救命器が導入されて以来、イギリスのプロト式などの救命器が用いられており、日本には国産の救命器が存在しなかった。川崎造船所（のちの川崎重工業）は、1924年（大正13年）9月にドレーガー社と提携し、酸素呼吸器を販売していたが、1927年に初の国産の酸素呼吸器である「1号形酸素呼吸器」を開発した。以降、酸素呼吸器を主体とした救命装置の開発が続けられ、軍用や炭坑用、船舶用などの酸素呼吸器が開発された。
1937年（昭和12年）、川崎航空機工業株式会社が設立し、1942年（昭和17年）からは軍用航空機用の消火器開発が開始。これが、現在の消火設備事業の前身となる。1957年（昭和32年）には「T型自動切換器」として医療ガス供給設備を初めて国産化し、現在も主要事業として継続している。
1975年（昭和50年）には川重防災工業株式会社が設立され、酸素呼吸器や消火装置などを含む防災救命事業が川崎重工業から移行された。2003年（平成15年）にエア・ウォーターと業務提携を結ぶと、2005年（平成17年）には同社に親会社が異動し、2006年（平成18年）8月にエア・ウォーター防災株式会社に商号を変更した。2007年（平成19年）には株式交換によりエア・ウォーターの完全子会社となった。

## 事業
「人の生命（いのち）と財産を守る」を企業理念とし、医療・消火・呼吸器の3事業を展開している。各事業ともに半世紀以上の歴史を持ち、高圧ガス制御に関する技術と経験による製品の信頼性・安全性を掲げている。

### 医療設備事業
- 医療ガス配管設備
- 手術室設備
- その他設備（ICU、解剖・検査室、中央材料室、感染廃水処理、放射線管理）

### 消火設備事業
- ガス系消火設備，特殊消火設備

2011年、耳の不自由な人のための火災報知器として「臭気警報装置（わさび臭で火災を報知）」を開発し、イグノーベル賞を受賞。本社敷地内に振動試験センターを所有し、自社の製品開発への運用だけでなく、委託試験も請け負う。

### 呼吸器事業
- 呼吸器

全国の消防隊員に使用される、消防救助活動用呼吸器を手掛ける。そのほか、工場や大型船舶（タンカー等）向けの製品として避難用呼吸器を製造する。

## 沿革
- 1924年（大正13年）9月 - 株式会社川崎造船所（川崎重工業の前身）が独ドレーガ社と呼吸器の技術提携[2]。
- 1937年（昭和12年）11月 - 川崎航空機工業株式会社が設立。
- 1969年（昭和44年）4月 - 川崎重工業株式会社、川崎航空機工業株式会社、川崎車両株式会社の三社が合併する[9]。
- 1975年（昭和50年）4月 - 川崎重工業により、防災救命システム部門事業を継承する川重防災工業株式会社が設立される[10]。
- 1990年（平成2年）10月 - 神戸本社・神戸工場を現在地に竣工。本社機能を移転。
- 1999年（平成11年）6月 - ISO9001を取得。
- 2004年（平成16年）11月 - 中国・上海市に上海東朋安全設備有限公司を設立。
- 2006年（平成18年）8月 - エア・ウォーター防災株式会社に商号変更。
- 2009年（平成21年）11月 - ISO13485「医療機器における品質マネジメントシステム」認証を取得し、医療ガスアウトレットメーカーとして国内初のCEマーク（欧州向け製造販売許可）を取得。
- 2010年（平成22年）10月 - 美和医療電機株式会社を子会社化。
- 2015年（平成27年）8月 - ラドセーフテクニカルサービス株式会社を子会社化[11]。
- 2018年（平成30年）7月 - ラドセーフテクニカルサービスとオリオン電機が合併し、オリオン・ラドセーフメディカル株式会社[12]が発足。
- 2019年（令和元年）5月 - エア・ウォーターグループの研究拠点として、神戸市ポートアイランドに「国際くらしの医療館・神戸」を建設[13]。5階フロアに周術期医療事業ブースを展開[14]。
- 2020年（令和2年）4月 - 工事現場等での労災を回避すべく、個人携帯の警報装置「コケベル」を開発[15]し、販売を開始[16]。
- 2021年（令和3年）10月 - 美和医療電機を吸収合併し、オリオン・ラドセーフメディカルのRI事業を分割吸収[17]。アルコニックス・三高株式会社から湿式真空スプリンクラー事業を譲受[18]。

## 事業拠点
- 神戸本社（工場・振動試験センター）
- 東京本社
- 大阪支社
- 中部支社
- 札幌営業所
- 仙台営業所
- 広島営業所
- 福岡営業所
- 美浜事業所[19][20]